# Myrmicolelaps
Myrmicolelaps is een geslacht van vliesvleugeligen uit de familie Pteromalidae. De wetenschappelijke naam van dit geslacht is voor het eerst geldig gepubliceerd in 1969 door Hedqvist.

## Soorten
Het geslacht Myrmicolelaps omvat de volgende soorten:
- Myrmicolelaps aurantius Desjardins, 2007
- Myrmicolelaps iridius Desjardins, 2007
- Myrmicolelaps paradoxus Hedqvist, 1969
- Myrmicolelaps scutellata (Hedqvist, 1969)